# Conus dalli
Conus dalli е вид охлюв от семейство Conidae. Видът не е застрашен от изчезване.

## Разпространение и местообитание
Разпространен е в Гватемала, Еквадор (Галапагоски острови), Колумбия, Коста Рика (Кокос), Мексико (Гереро, Долна Калифорния, Колима, Мичоакан, Наярит, Оахака, Синалоа, Сонора, Халиско и Чиапас), Никарагуа, Панама, Салвадор и Хондурас.
Обитава крайбрежията и пясъчните дъна на морета и заливи.